# Bibiocephala infuscata
Bibiocephala infuscata är en tvåvingeart som först beskrevs av Matsumura 1916.  Bibiocephala infuscata ingår i släktet Bibiocephala och familjen Blephariceridae. Inga underarter finns listade i Catalogue of Life.